# Thomas Cochrane, 8.º conde de Dundonald
Thomas Cochrane, 8.º conde de Dundonald (1691 - 31 de outubro de 1778) era um nobre escocês, oficial do exército e político. Ele foi deputado do Renfrewshire, 1722-1727. Ele serviu como Comissário do Imposto Especial para a Escócia de 1730 até 1764. 

## Biografia
Thomas era o sétimo filho de William Cochrane de Ochiltree e sua esposa Lady Mary Bruce, filha mais velha de Alexander Bruce, 2.º conde de Kincardine.
Como filho mais novo, ele não herdaria a propriedade de seu pai, então ele entrou no exército. Ele se tornou uma corneta no Royal Regiment of Dragoons em 1713 e um capitão no 27o Regiment of Foot em 1716. Ele subiu para o ranking de major em 1718 e foi Fort Major no Fort St Philip em Menorca.
Tornou-se membro do Parlamento para Renfrewshire em 1722 e representou o círculo eleitoral até 1727. Foi nomeado Comissário do Imposto Especial para a Escócia de 1730 até 1764. Ele apoiou os Hanoverianos durante o levantamento jacobita de 1745. Ele mais tarde apresentou provas em juízo contra Archibald Stewart, o Senhor Provot de Edimburgo, que havia entregado a cidade aos jacobitas.
Thomas Cochrane ascendeu ao título de Conde de Dundonald com a morte de seu primo distante, Guilherme Cochrane, sétimo conde, em 9 de julho de 1758. Guilherme, um oficial do exército, havia sido morto no cerco de Louisbourg e morreu sem problemas. Como o filho mais velho sobrevivente até então de William Cochrane de Ochiltree, Thomas já havia herdado as propriedades familiares em Culross e Ochiltree.